# Washington Blade
De Washington Blade was een krant in Washington D.C. die zich richtte op homoseksuelen, biseksuelen en transgenderisten. De papieren krant werd in november 2009 opgeheven; sindsdien is de Washington Blade alleen nog beschikbaar als website.

## Geschiedenis
De Blade was de oudste krant in de Verenigde Staten die zich op deze doelgroep richtte en had na Gay City News de grootste oplage. De Blade wordt gezien als een krant met een hoog niveau van journalistiek omdat er lokaal, nationaal en internationaal lgbt-nieuws wordt gebracht.
De krant werd oorspronkelijk in 1969 als een onafhankelijke publicatie opgericht door een groep van vrijwilligers om de gemeenschap bijeen te brengen. De krant werd, samen met The New York Blade, gekocht door Window Media, een groep van homoseksueel georiënteerde kranten die worden verspreid in de Verenigde Staten. De krant werd wekelijks op vrijdag uitgebracht en vierde zijn 35-jarige jubileum in oktober 2004.
De Washington Blade kwam in 2005 in het nieuws in Nederland toen de toenmalige hoofdredacteur Chris Crain op Koninginnedag in elkaar werd geslagen werd door een groep jongens in Amsterdam.